# Lituya Bay
Zatoka Lituya – fiord leżący w amerykańskim stanie Alaska. Zatokę odkrył w 1786 roku Jean-François de La Pérouse. Pierwotnie nazwana została ona przez niego Port des Français. Lituya to transkrypcja nazwy z języka Indian Tlingit po raz pierwszy użyta przez Rosjan. W roku 1805 kapitan Jurij Lisianski zapisał nazwę zatoki jako „L’tooa”. Rosyjski hydrograf i wiceadmirał floty wojennej Rosji Michaił Tiebienkow w 1852 roku zapisał tę nazwę jako „L’tua” w opublikowanym przez siebie Atlasie północno-zachodnich wybrzeży Ameryki – od cieśniny Beringa do przylądka Corrientes i wysp Aleuckich. Rosyjski Departament Hydrografii w ówczesnym okresie używał określenia „Altua”.

## Zatoka
Lituya Bay ma ok. 11,3 km długości i 3,2 km w najszerszym miejscu. Największa głębokość zatoki to 219 m, lecz samo ujście do Zatoki Alaska mierzy zaledwie 9,7 m głębokości i około 500 m szerokości. Zatoka jest miejscem zejścia trzech lodowców – dwóch mniejszych Kaskadowego i Crillon oraz największego – Lituya. Sama zatoka znana jest z niezwykle wysokich pływów morskich, a ruch fal wywołany pływami dodatkowo generuje groźne i silne prądy. W centrum leży wyspa Cenotaph, która w znaczący sposób wpływa na kształt prądów. Zatoka jest częścią Parku Narodowego Glacier Bay.

## Megatsunami z 1958 roku

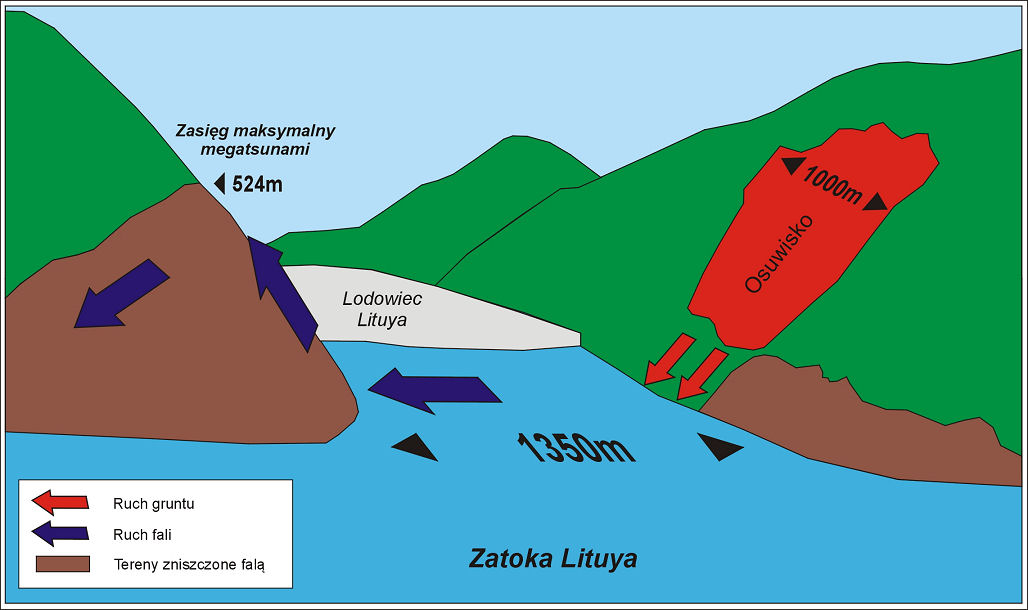
Schemat orientacyjny powstania megatsunami w zatoce Lituya (1958)

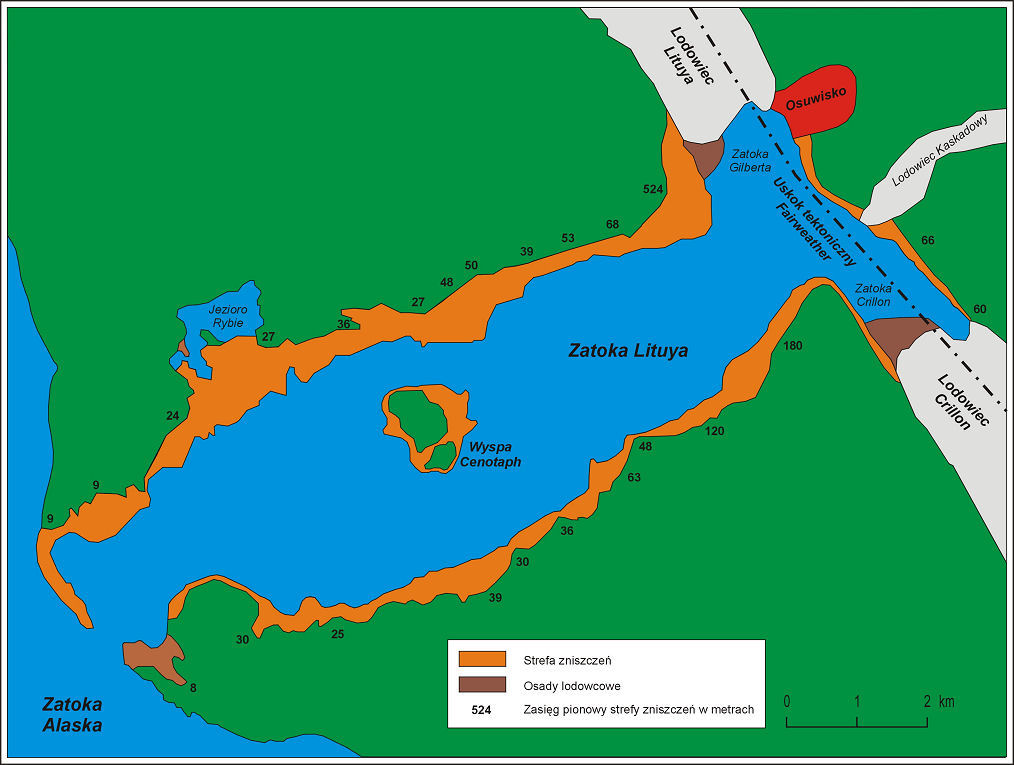
Mapa zniszczeń w zatoce Lituya po megatsunami (1958)

Warunki topograficzne sprzyjające w zatoce tworzeniu się gwałtownych prądów pływowych miały również swój udział w powstaniu najwyższej fali tsunami, jaka kiedykolwiek została odnotowana przez człowieka. Wewnętrzna część zatoki w kształcie litery T leży na tektonicznym uskoku Fairweather. Sekcja uskoku położona ponad poziomem morza liczy 185 km długości i ciągnie się od zatoki Palma na południe od Lituya Bay do fiordu Nunatak na północy. Ponieważ tereny pokryte są w większości lodem, uskok jest widoczny tylko w okolicy między jeziorem Crillon i szczytem zatoki. Uderzenia wielkich fal miały miejsce już wcześniej – w 1936, 1899 i 1853 lub 1854 roku. Wcześniejsze zdarzenie z roku 1936 miało świadków. Była to załoga statku rybackiego przycumowanego przy brzegu wyspy Cenotaph. Cała seria fal według opisu była niewiele mniejsza od tej z roku 1958. Trzęsienie ziemi z dnia 9 lipca 1958 roku o sile 7,9 stopnia w skali Richtera z epicentrum 21 km na północny wschód od zatoki spowodowało osuwisko w zatoce Gilberta. Przesunięcie uskoku w okolicy zatoki o 6,5 metra w poziomie i 9,3 metra w pionie wywołało oberwanie zbocza góry. Materiał skalny o objętości około 300 milionów m³, rozmiarach około 1000x700 metrów i masie około 90 milionów ton zsunął się w jednolitym kawałku po zboczu o nachyleniu 75° i, wpadając do wody u podnóża, wywołał falę tsunami, której wysokość świadkowie ocenili na 15–23 m. Uderzenie żywiołu zdarło grunt wraz z roślinnością z położonego naprzeciwko osuwiska wzniesienia do wysokości 524 metrów i przetoczyło się przez całą zatokę, niszcząc całą strefę przybrzeżną. Wewnątrz zatoki znajdowały się tego dnia 3 łodzie wędkarzy. Dwie łodzie zatonęły i dwie osoby zginęły.
Ze względu na budowę geologiczną zboczy zatoki i ciągłą aktywność sejsmiczną w tym rejonie można stwierdzić, że zdarzenie podobne do megatsunami w zatoce Lituya będzie miało miejsce ponownie w bliższej lub dalszej przyszłości.